# Anton Postupałenko
Anton Andrijowycz Postupałenko, ukr. Антон Андрійович Поступаленко (ur. 28 sierpnia 1988 w Charkowie) – ukraiński piłkarz grający na pozycji pomocnika.

## Kariera piłkarska

### Kariera klubowa
Wychowanek DJuSSz-13 Charków oraz UFK Charków. Występował w juniorskich mistrzostwach Ukrainy (DJuFL) w UFK Charków. 6 maja 2005 rozpoczął karierę piłkarską w drugiej drużynie Metalista Charków, dopiero 26 kwietnia 2008 debiutował w podstawowej jedenastce Metalista. W rundzie jesiennej sezonu 2009/2010 został wypożyczony do Zakarpattia Użhorod. W lutym 2010 był na testach w Koronie Kielce, jednak od marca 2011 grał na zasadzie wypożyczenia w Stali Ałczewsk. W lipcu 2012 klub wykupił kontrakt piłkarza. Latem 2014 przeszedł do Metałurha Donieck. W lipcu 2015 po rozformowaniu Metałurha został piłkarzem Stali Dnieprodzierżyńsk. 17 sierpnia 2015 Stal anulował kontrakt z piłkarzem, a już 20 sierpnia podpisał nowy kontrakt z Olimpikiem Donieck. 14 grudnia 2017 za obopólną zgodą kontrakt został anulowany. 5 kwietnia 2018 podpisał kontrakt z białoruskim klubem Tarpieda-BiełAZ Żodzino. 20 lipca 2018 za obopólną zgodą kontrakt został anulowany.

## Kariera reprezentacyjna
3 maja 2006 roku debiutował w juniorskiej reprezentacji Ukrainy w meczu towarzyskim ze Słowenią. Od 2009 bronił barw młodzieżowej reprezentacji Ukrainy.

## Sukcesy i odznaczenia

### Sukcesy klubowe
- brązowy medalista Mistrzostw Ukrainy: 2008, 2009, 2010